# Willard (Utah)
Willard je město v okresu Box Elder County ve státě Utah ve Spojených státech amerických. K roku 2010 zde žilo 1 772 obyvatel. S celkovou rozlohou 18,7 km² byla hustota zalidnění 110,6 obyvatel na km². Pojmenováno bylo podle Willarda Richardse.